# Aneflomorpha australis
Aneflomorpha australis là một loài bọ cánh cứng trong họ Cerambycidae.